# Campeonato Paulista de Futebol de 2001 - Série A3
O Campeonato Paulista de Futebol de 2001 - Série A3 foi a 48.ª edição da competição de futebol de São Paulo, equivaleu ao terceiro nível do futebol do estado. O campeão da competição foi o São Bento.

## Forma de disputa
- Pontos corridos: Os 16 participantes jogam todos contra todos, em turno e returno. Em cada jogo, o vencedor ganha 3 pontos e o perdedor nenhum. Em caso de empate sem gols há disputa de penaltis, e o vencedor da disputa recebe um ponto.Em caso de empate com gols, há disputa de penaltis e o vencedor ganha 2 pontos, e o perdedor 1.

## Classificação
| Classificação Final                           | Classificação Final | Classificação Final | Classificação Final | Classificação Final | Classificação Final | Classificação Final | Classificação Final | Classificação Final | Classificação Final | Classificação Final | Classificação Final | Classificação Final |
| Time                                          | Time                | Pts                 | J                   |                     |                     |                     |                     |                     |                     |                     |                     |                     |
| --------------------------------------------- | ------------------- | ------------------- | ------------------- | ------------------- | ------------------- | ------------------- | ------------------- | ------------------- | ------------------- | ------------------- | ------------------- | ------------------- |
| 1                                             | São Bento           | 60                  | 30                  |                     |                     |                     |                     |                     |                     |                     |                     |                     |
| 2                                             | Atlético Sorocaba   | 56                  | 30                  |                     |                     |                     |                     |                     |                     |                     |                     |                     |
| 3                                             | Flamengo            | 56                  | 30                  |                     |                     |                     |                     |                     |                     |                     |                     |                     |
| 4                                             | Bandeirante         | 52                  | 30                  |                     |                     |                     |                     |                     |                     |                     |                     |                     |
| 5                                             | Marília             | 49                  | 30                  |                     |                     |                     |                     |                     |                     |                     |                     |                     |
| 6                                             | XV de Piracicaba    | 46                  | 30                  |                     |                     |                     |                     |                     |                     |                     |                     |                     |
| 7                                             | Independente        | 45                  | 30                  |                     |                     |                     |                     |                     |                     |                     |                     |                     |
| 8                                             | Taubaté             | 44                  | 30                  |                     |                     |                     |                     |                     |                     |                     |                     |                     |
| 9                                             | União Mogi          | 43                  | 30                  |                     |                     |                     |                     |                     |                     |                     |                     |                     |
| 10                                            | XV de Jaú*          | 41                  | 30                  |                     |                     |                     |                     |                     |                     |                     |                     |                     |
| 11                                            | Oeste               | 40                  | 30                  |                     |                     |                     |                     |                     |                     |                     |                     |                     |
| 12                                            | Jaboticabal         | 40                  | 30                  |                     |                     |                     |                     |                     |                     |                     |                     |                     |
| 13                                            | Noroeste            | 39                  | 30                  |                     |                     |                     |                     |                     |                     |                     |                     |                     |
| 14                                            | Garça               | 38                  | 30                  |                     |                     |                     |                     |                     |                     |                     |                     |                     |
| 15                                            | Taquaritinga        | 37                  | 30                  |                     |                     |                     |                     |                     |                     |                     |                     |                     |
| 16                                            | Internacional       | 10                  | 30                  |                     |                     |                     |                     |                     |                     |                     |                     |                     |
| Pts – Pontos ganhos; J – Jogos; V - Vitórias; |                     |                     |                     |                     |                     |                     |                     |                     |                     |                     |                     |                     |

|  | |
|  | Promovidos a Série A2 de 2002.                                                                           |
|  | Promovidos a Série A2 graças a criação do Torneio Rio-São Paulo em 2002.                                 |
|  | Equipes que se mantiverem na série A3.                                                                   |
|  | Seriam rebaixados à Série B de 2001, mas foram salvos graças a criação do Torneio Rio-São Paulo em 2002. |

(*) XV Jaú perdeu 5 pontos por escalar um jogador irregular na 23ª rodada,  conforme determinação do TJD.

## Premiação
| Campeonato Paulista de 2001 - Série A3 |
| -------------------------------------- |
| São Bento Campeão (1º título)          |